# Persillère

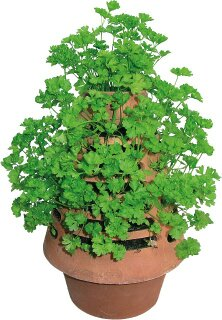
Persillère en terre cuite

Une persillère est un récipient rempli de terre et percé de trous dans lequel on fait pousser du persil, des herbes aromatiques et des fleurs en intérieur comme en extérieur, en toute saison, et dont la capacité de récolte est plus grande que celle d'un pot de même volume.